# 예일여자중학교
예일여자중학교(禮一女子中學校)는 대한민국 서울특별시 은평구 구산동에 있는 사립 중학교이다.

## 학교 연혁
- 1945년 2월 10일: 문성 여자 중학교 설립
- 1965년 9월 26일: 문성 여자 중학교 인수(종로구 충신동)
- 1965년 10월 15일: 김예환 박사 교장 취임
- 1969년 9월 26일: 예일 여자 중학교로 교명 변경
- 1985년 8월 10일: 대강당(지하 1층, 지상 3층, 연건평 969평) 준공
- 1997년 3월 28일: 최첨단 컴퓨터 교육 시설을 갖춘 종합 교육관 준공
- 2015년 9월 25일: 만나홀 학생식당(지상 5층, 1398석 규모) 준공
- 2017년 2월 9일: 제70회 졸업식
- 2019년 6월 20일: 신나지움 체육관(지상 6층, 면적 639m2) 준공
- 2021년 3월 1일: 제14대 명정현 교장 취임

## 참고 자료
- 예일여자중학교 - 한국교육학술정보원 학교알리미